# Policijska akademija
Policijska akademija je šola za policijske nabornike. Znana je tudi kot akademija kazenskega pregona, šola ali univerza. Vključuje različna preverjanja preteklosti. Sem spadajo pregledi, fizične zahteve, zdravstvene zahteve, pravno usposabljanje, vozniške spretnosti, usposabljanje z opremo in usposabljanje za strelno orožje za nabornike organov pregona. Akademija pripravlja nove rekrute za organe pregona, kamor bodo dodeljeni po končani diplomi.

## Policijske akademije po državah

### Avstralija
V Avstraliji imajo države in celinska ozemlja centralizirano akademijo za usposabljanje uslužbencev organov pregona za agencije znotraj določene države ali ozemlja.
Akademije zagotavljajo, da častniki izpolnjujejo osnovne lokalne, državne in zvezne standarde. Običajno je treba diplomirati na odobrenem univerzitetnem programu, preden novega uslužbenca organov pregona postavi v aktivno službo.
Policijska akademija New South Wales, Police Police Academy, Queensland Police Academy, Tasmania Police Academy, South Australia Police Academy, Northern Territory Police Academy, Western Australia Police Academy in Queensland Police Academy so državna policija, ustanove za začetno usposabljanje. Manjša, a ugledna avstralska zvezna policijska akademija v Bartonu v Canberri trenira nabornike AFP.

### Azerbajdžan
V Azerbajdžanu je Policijsko akademijo leta 1921 ustanovil Ljudski komisariat za notranje zadeve Azerbajdžanske republike in je v Bakuju delovala do leta 1936, ko je bila glavna stavba Akademije preseljena v Merdekan (okrožje izven Bakuja).
Leta 1957 je postala Bakujeva zasebna srednja policijska šola Ministrstva za notranje zadeve Združene sovjetske socialistične republike. Diplomanti so dobili pravne diplome. Sprva je izobraževanje trajalo dve leti. V letih 1957–1961 je šola usposabljala osebje za Gruzijo, Dagestan, Kabardo-Balkarijo, Altaj, Irkutsk, Krasnodar, Kujbišev, Novosibirsk, Kemerovo, Saratov in druge regije znotraj ZSSR.
Glavni namen Akademije je izobraževanje študentov o zakonih in specializirano usposabljanje za zaposlene na Ministrstvu za notranje zadeve.
Vsi kandidati naj bi opravili sprejemni izpit, sestavljen pretežno iz kondicijskih zahtev. Kandidat, ki ne izpolnjuje zahtev glede telesne pripravljenosti ali ne opravi ocenjevanja, kot so zdravniški pregledi, se šteje kot izključen iz nadaljnega izbora. Prosilci morajo biti državljani Azerbajdžanske republike in biti morajo brez kazenske evidence. Uspešni kandidati diplomirajo po 5 letih študija na akademiji.
Med študijem so študentom Akademije zagotovljeni študentski domovi, uniforme, štipendija in prehrana. Moški in ženske so nameščeni v ločenih spalnicah v kampusu.
Po diplomi kandidati imajo določeno stopnjo in so dodeljeni na določene položaje na Ministrstvu za notranje zadeve. Akademija preučuje druge države s pošiljanjem častnikov v Nemčijo, Avstrijo, Anglijo, Španijo, Madžarsko, Poljsko in druge države, pa tudi znotraj Rusije.

### Bangladeš
V Bangladešu Bangladeška policijska akademija usposablja nabornike bangladeške policije. Ponuja tudi osvežilno usposabljanje za predhodne diplomante. Vsak organ pregona vključuje specializirano usposabljanje in trajanje študija.
Pomočnik nadzornika policije (ASP): Bangladeška policijska akademija (1 leto), temeljno usposabljanje v Bangladeškem centru za izobraževanje o javni upravi (BPATC)
Sub-inšpektor: Bangladeška policijska akademija (1 leto)
Narednik: Bangladeška policijska akademija (6 mesecev)
Policist: Bangladeška policijska akademija (6 mesecev)

### Ciper
Ciprska policijska akademija (grško: Αστυνομική Ακαδημία Κύπρου) je glavna izobraževalna ustanova za uslužbence organov pregona v Republiki Ciper. CPA, ki je bila ustanovljena leta 1990 kot naslednjica šole za policijsko šolanje, je ciprski svet za priznavanje visokošolskih kvalifikacij priznal kot visokošolsko ustanovo. CPA deluje v okviru Ministrstva za pravosodje in javni red kot policijska enota v organizacijski strukturi ciprske policije. Deluje trajno, tako za izobraževanje kadetskih policistov kot za usposabljanje vseh pripadnikov policije, ne glede na čin, kot del stalnega izobraževanja policistov. Nekateri pravni tečaji se izvajajo tudi za nepoliciste.

### Češka
Enota za policijsko izobraževanje in usposabljanje (PETU) je bila ustanovljena leta 2015 in je vodilna agencija na področju celotnega izobraževanja in usposabljanja policijskih sil za Češko. Na Češkem je Policijska akademija univerzitetna ustanova, kjer se izvaja specializirano usposabljanje za policijo, javno upravo in storitve zasebnega varovanja. Nekatere podružnice so odprte za civiliste, druge pa samo za policiste in druge paravojaške skupine, kot so gasilci in vojaki. Šole so odprte za nabornike z visokošolsko izobrazbo (dodiplomska ali višja).
Centri za osnovno usposabljanje nabornikov se imenujejo "srednje policijske šole" in vsak policist mora za napredovanje skozi enega od teh centrov. V tem sistemu še vedno obstajajo "višje policijske šole", ki imajo izobraževalni status "visokošolskega izobraževanja", kjer lahko pridobijo tudi različne specializacije.
Občinsko redarstvo ima lahko dostop do več centrov za usposabljanje, nekatera večja mesta pa imajo svoje namestitvene kampuse. Nekatere občine izvajajo usposabljanje prek agencij z zasebno licenco.

### Estonija
Estonska policija je bila prvotno ustanovljena leta 1918, nato pa ponovno vzpostavljena leta 1991 po ponovni osamosvojitvi od Sovjetske zveze. Estonsko policijsko enoto sestavljajo tri enote: Centralna kriminalistična policija, Centralna policija in Center za forenzične storitve. V Estoniji je Estonska akademija varnostnih znanosti v Talinu in je sestavljena iz štirih kolegijev, vključno s policijsko in mejno stražo v Murastehu in Paikuseju. Estonska policija je bila prva, ki je uporabila blokverižno tehnologijo za boljše policijsko delovanje. Kandidati morajo biti dobrega zdravja, brez kriminalnega porekla in imeti določene lastnosti, kot jih ocenjujejo psihološki izpiti.

### Finska
Naborniki v finskih policijskih silah se usposabljajo na University University College na Finskem ali POLAMK. Nahaja se v Tampereju na Finskem in je sestavljen iz različnih učnih prostorov in z njimi povezanih prostorov, vključno z opremo za usposabljanje z vozili in prostorom za usposabljanje za realistične policijske operacije v živo. POLAMK zahteva, da so njegovi kandidati finski državljani, ki so zaključili vsaj poklicno kvalifikacijo, srednješolski študij ali maturo. Kandidati morajo biti dobrega zdravja, brez kriminalnega porekla in imeti določene lastnosti, kot jih ocenjujejo psihološki izpiti. Varnostno-obveščevalna služba opravi osnovno varnostno preverjanje vseh prosilcev, ki vključuje kazni in obsodbe, aretacije zaradi pijanosti, rasističen odnos in varnostna tveganja. Kandidati morajo imeti do konca prijavnega obdobja vsaj kratkoročno vozniško dovoljenje. Osnovno policijsko usposabljanje zahteva tri leta študija in velja za univerzitetno izobrazbo.
Po diplomi in treh dodatnih letih izkušenj na področju notranje varnosti je uradnik usposobljen za prijavo na magistrski študij (2 leti, magisterij). Magistrski študij se osredotoča na vodstvene sposobnosti in nadzorniške naloge. Magisterij je potrebna kvalifikacija za poveljniške položaje, kot sta glavni inšpektor ali nadzornik.

### Indonezija
V Indoneziji je Nacionalna policijska akademija (indonezijsko: Akademi Kepolisian okrajšano "AKPOL ") glavni inštitut, izobraževalni center in šola za nabornike, ki se pridružijo indonezijski nacionalni policijski sili in postanejo poklicni častniki. Po štirih letih policijske akademije kadeti diplomirajo v naziv policijski inšpektor 2. razreda (Inspektur Polisi Dua), (kar ustreza vojaškemu poročniku). Diplomanti postanejo prvovrstni nadzorniki s činom nižjih častnikov prvega ranga v indonezijski nacionalni policiji in jih je mogoče razporediti v različne enote znotraj sil. Akademija se nahaja v Semarangu na osrednji Javi in je del Mednarodnega združenja policijskih akademij (Interpa).
Kadetske položajne oznake v Akademiji so prikazane spodaj:
- Kandidat za kadeta (Calon Bhayangkara Taruna) - pripravnik v prvih 4 mesecih
- Kadet v drugem razredu (Bhayangkara Dua Taruna) - prvo leto
- Kadet v prvem razredu (Bhayangkara Satu Taruna) - drugo leto
- Kadetski brigadni general drugega razreda (Brigadir Dua Taruna) - tretje leto
- Kadetski brigadni general prvega razreda (Brigadir Satu Taruna) - četrto leto
- Kadetski brigadni general (Brigadir Taruna) - diplomsko leto (Po tem činu bodo diplomirali in dosegli čin "policijski inšpektor")

Do leta 1999, preden se je indonezijska nacionalna policija uradno ločila od oboroženih sil (ABRI), je tudi Indonezijska policijska akademija ("AKPOL") spadala pod Nacionalno akademijo oboroženih sil, nato pa se je ločila od vojaske in je sedaj pod okriljem predsednika Indonezije in pod nadzorom sedeža nacionalne policije (Mabes Polri). Čeprav so kadeti obeh ustanov ločeni od storitvenih akademij, z vsakoletnimi skupnimi vajami ohranjajo skupne odnose. Novi kadeti in kadeti AKPOL-a imajo poleg kolegov oboroženih sil od leta 2008 skupni program usposabljanja kadetov 4. razreda, potem, ko so ga kadeti policisti preživeli preostala 4 leta študija v Semarangu.

### Indija
Nacionalna policijska akademija Sardar Vallabhbhai Patel, ki se nahaja v Hyderabadu v Indiji, je nacionalni inštitut za usposabljanje uradnikov indijske policijske službe (IPS), preden so razporejeni v indijske državne kadre. Poleg tega ima vsaka država svojo policijsko akademijo za usposabljanje nižjih stopenj pod rangom policijskega nadzornika, kot so policist, podinšpektor in mnogi drugi.

### Irska
V Republiki Irski je univerza Garda Síochána v Templemoreju edina policijska akademija. Vsi pripravniki v Garda Síochána in Garda Síochána reserve študirajo tukaj. Osnovni program usposabljanja je 104 tedne na akademiji, ki je razdeljen na praktične spretnosti in zahteva tudi usposabljanje.

### Italija
Za potencialne kandidate za državne policiste osnovno izobraževanje izvajajo v višji policijski šoli, medtem ko v izpopolnjevalni policijski šoli izvajajo napredno izobraževanje in izvajajo tečaje o novi zakonodaji, predpisih in operativnih tehnikah.

### Malezija
V Maleziji je petnajst policijskih akademij, ena od njih je Policijska šola Royal Malaysia v Kuala Lumpurju, ki je kombinacija štirih policijskih inštitutov (Policijska šola Kuala Kubu Baru, Šola za posebne specialnosti, Kolegij za kriminalistične preiskave in Prometna šola), ki izobražujejo višje uradnike. Šola načrtuje nadgradnjo na policijsko univerzo v sodelovanju z izobraževalno univerzo Sultan Idris.

### Nepal
Nacionalna policijska akademija (NPA) (prej znana kot Centralni center za policijsko usposabljanje (CPTC), ustanovljeno leta 1956), je bila ustanovljena z uvedbo policijskih predpisov leta 1993.

### Nova Zelandija
Royal New Zealand Police College, ki se nahaja v mestu Papakowhai, približno 2 km severno od mesta Porirua, je osrednja ustanova za usposabljanje vseh policijskih nabornikov in policistov na Novi Zelandiji.

### Norveška
Norveška policijska univerzitetna šola ponuja izobraževanje za norveške policijske sile, vključno s triletnim programom osnovnega izobraževanja in morebitno razširitvijo, ki bi ponudila magisterij.

### Filipini
V osemdesetih letih je filipinska nacionalna policijska akademija v Caviteju služila kot šola za izbrano vpoklicano osebje in civiliste, ki so se pridružili kot policijski / gasilski poročniki v neaktivni integrirani nacionalni policiji. Po združitvi filipinske policije in INP 1. januarja 1991 je ta postala osnovna šola za novo filipinsko nacionalno policijo, Urad za požarno zaščito in Urad za upravljanje zaporov in penologijo, vse v okviru Ministrstva za notranje zadeve in Lokalne uprave (DILG).
Diplomanti Filipinske nacionalne policijske akademije so samodejno imenovani za inšpektorje / poročnike filipinske nacionalne policije, Urada za požarno zaščito ali Urada za upravljanje zaporov in v zaporih v skladu s svojo izbiro učnega načrta javne varnosti v času kadetovanja. To je pod nadzorom DILG in filipinske šole za javno varnost.

### Poljska
Poljska policijska šola se nahaja v mestu Szczytno. Policijske šole so v Pili, Słupsku, Katowicah in Legionowo. Centri za usposabljanje mejnih straž se nahajajo v Kętrzynu, Koszalinu in Lubanju. Poljska ima tudi "visokošolsko ustanovo", imenovano Wyższa Szkoła Policji. kjer so policisti vpisani na akademske študije in usposobljeni za sodobne policijske tehnike, ravnanje z orožjem in informatiko.

### Romunija
Romunska policijska akademija se nahaja v Bukarešti in ponuja tri stopnje usposabljanja za častnike (univerzitetni (3 leta), magisterij (2 leti) in dr. (3 + 1 leto)).
Šolsko in izobraževalno središče mejne policije se nahaja v Oradei, Avram Iancu, Center obalne straže pa v Constanti. Centra za usposabljanje kadrov mejne policije sta v Iașiju in Orsovi.

### Srbija
V Srbiji se bodoči policisti usposabljajo v Centru za osnovno policijsko usposabljanje v Sremski Kamenici, nekdanji srednji policijski šoli. Usposabljanje traja eno leto, nato pa sledi 6-mesečno preizkusno obdobje na regionalni policijski upravi. Spretnosti, ki se jih naborniki naučijo, so policisti splošne jurisdikcije, po zaposlitvi pa so lahko specializirani za določeno področje dela (prometna policija, mejna policija, posebne enote itd.). Obstaja tudi Akademija za kriminalistične in policijske študije, visokošolska ustanova, ustanovljena kot pravna naslednica Napredne šole za notranje zadeve, ustanovljene leta 1972; in Policijska akademija, ustanovljena leta 1993.

### Slovaška republika
V Slovaški republiki Policijska šola (Univerza) ponuja tečaje iz specializacije na področju varnosti za policijo, javno upravo in zasebne varnostne službe. Nekatere poslovalnice so odprte za civiliste, nekatere pa le policiste, gasilce, vojake in podobno. Šole ponujajo diplomantske, magistrske in doktorske stopnje.
Vsi policisti morajo skozi osnovna usposabljanja za nove policiste, imenovane srednje policijske šole.

### Slovenija
V Sloveniji je policijska akademija notranja organizacijska enota Generalne policijske uprave, ki skrbi za strokovno izobraženo in usposobljeno policijo.
Kompetentno in v zadovoljstvo državljanov oziroma javnosti opravlja naslednje naloge:
- izvaja programe izobraževanja, izpopolnjevanja in usposabljanja za policijo in za zunanje uporabnike,
- skrbi za razvojno dejavnost na področju izobraževanja, izpopolnjevanja in usposabljanja,
- je nosilka raziskovalne dejavnosti in razvoja socialnih veščin v policiji,
- izvaja založniško in knjižnično dejavnost
- izdaja nadomestna spričevala o izobraževanju

Nekateri programi, ki jih izvaja PA:
- Mednarodno sodelovanje na področju policijskega izobraževanja in usposabljanja
- Evropska policijska akademija - CEPOL
- Srednjeevropska policijska akademija - SEPA
- Evropska agencija za mejno in obalno stražo - FRONTEX
- Osnovno strokovno usposabljanja za opravljanje nalog občinskega redarstva
- Programa usposabljanja delavcev policije za varovanje schengenske meje in priprave na izpit za izvajanje policijskih pooblastil.

Organiziranost:
- Višja policijska šola
- Center za raziskovanje in socialne veščine
- Center za izpopolnjevanje in usposabljanje
- Vadbeni center Gotenica
- Oddelek za šolanje službenih psov (glej tudi Delo s službenimi psi)
- Oddelek vrhunskih športnikov
- Sektor za varovanje in podporo

Višja policijska šola od leta 2013 izvaja javno veljavni višješolski študijski program Policist za pridobitev naziva strokovne izobrazbe policist/policistka. Program vključuje strokovno-teoretična in praktična znanja za opravljanje policijskih nalog in kompetence za samostojno reševanje problemov ter vodenje policijskih postopkov.Izobraževanje poteka v Policijski akademiji in v posameznih enotah policije. Program je ovrednoten s 120 KT po sistemu ECTS.Študij traja dve leti. Izvaja se kot redni študij, za tiste policiste, ki so pridobili strokovni naziv po programih na ravni srednje strokovne izobrazbe, pa kot izredni študij. Diplomant pridobi znanja, spretnosti in kompetence, ki jih za poklic določa poklicni standard policist/policistka na VI. ravni zahtevnosti.

### Španija
V Španiji ima Ministrstvo za notranje zadeve nacionalne policije centralizirano akademijo ob Ávili (40°39′58″N 4°39′14″W / 40.666044°N 4.653832°W). Guardia Civil ima dve centralizirane šole, eno za vpoklicane policiste in za podčastnike v Baezi (Jaén, 37°59′44″N 3°28′50″W / 37.995590°N 3.480421°W) in eno za poveljnike v dveh kampusih na Aranjuez (40°03′08″N 3°36′03″W / 40.052223°N 3.600720°W) in El Escoriali (40°35′58″N 4°07′56″W / 40.599491°N 4.132105°W) (Madrid). Avtonomni Katalonski in Baskovski policiji -V Mossos d'escuadra in Ertzaintzi - imajo tudi svoje akademije v Mollet del Valles (Barcelona, 41°33′05″N 2°13′17″E / 41.551442°N 2.221305°E) in Arcaute (Álava, 42°51′29″N 2°37′07″W / 42.858187°N 2.618719°W). Kandidati s kazensko evidenco niso sprejeti.
Kandidati se udeležijo te centralizirane javne akademije po opravljeni policijski preiskavi, vstop na ta način bojo rekruti samodejno postali policisti, če ne ne opravijo tečaja ali izpadejo. Usposabljanje nabornikov je brezplačno, kandidati pa prejemajo plačo kadetov policije kot pripadniki sil. Osnovno usposabljanje se giblje od 5 mesecev za začetno policijo Nacional ali Guardia civil do 9 mesecev za mosso, vendar v resnici traja od 18 mesecev do dve leti, vključno s praktikumom in dodatnim usposabljanjem. Lokalne policijske enote, vključno z madridskimi ali barcelonskimi, se pogosto usposabljajo tudi na teh velikih javnih akademijah. Visokošolski ali visoko specializirani tečaji so daljši in sčasoma vodijo do fakultetne izobrazbe.
Španskih policijskih akademij ne smemo zamenjevati s številnimi plačljivimi zasebnimi akademijami, ki potencialne kandidate usposabljajo za predhodni izpit. Čeprav so te zasebne akademije lahko v pomoč, študij na njih ni potreben in potencialni kandidati lahko opravljajo sprejemni izpit brez teh predmetov.

### Šrilanka
Šrilanka je leta 2008 ustanovila Šrilanško policijsko akademijo in združila več policijskih ustanov za usposabljanje, vključno s Šrilanško policijsko šolo.

### Švedska
Od leta 2015 švedsko policijsko izobraževanje v celoti izvaja zunanje podjetje za izvajanje policijskega usposabljanja in se izvaja na treh univerzah: Växjö, Umeå in Södertörn. Usposabljanje obsega pet terminov, zadnja dva pa vključujeta šest mesecev plačanega praktikuma na delovnem mestu kot policijski pripravnik. Kandidati morajo biti upravičeni do visokošolskega izobraževanja, osebne lastnosti, za katere menijo, da so potrebne za ta poklic, in izpolnjevati številne fizične zahteve v zvezi z delom.

### Turčija
Policijska akademija je bila ustanovljena leta 1937 za zaposlovanje policijskih šefov. Leta 1938 je bila v Ankari ustanovljena policijska šola (srednja šola) za pripravo študentov na policijsko akademijo. Danes policijska akademija zaposluje policiste v 26 šolah, ki se nahajajo v različnih delih Turčije, in policijske šefe v eni šoli v Ankari.

### Združeni arabski emirati
V Združenih arabskih emiratih bodisi usposabljajo lastno policijo ali pa usposabljanje oddajajo zunanjim šolam na akademijah drugih Emiratov. V glavnem obstajata dve akademiji, ena se nahaja v Abu Dabiju, druga pa v Dubaju.

###### Abu Dabi
Na policijski akademiji v Abu Dabiju študijski program vključuje praktično in terensko usposabljanje. Po uspešnem zaključku programa študent prejme diplomo iz prava in policijskih znanosti.
Leta 1992 je bil ustanovljen Inštitut za šolanje častnikov, povezan s Policijsko šolo. Leta 2002 je bil sistem študija na fakulteti spremenjen tako, da je vključeval programe teoretičnega usposabljanja in terensko delo.
Štiri leta študija so razdeljena na dve ravni študija, ki jo sestavlja osem izrazov:
Osnovna stopnja - dve leti
Eno leto za študij teorije in eno leto za delo na terenu.
Napredna stopnja - dve leti
Pred tema dvema stopnjama je uvodno obdobje za fizično in psihološko pripravo učencev. Po uspešnem zaključku študijskih programov bo študent diplomiral iz policijskih znanosti in kazenskega pravosodja.

###### Dubaj
Dubajska policijska akademija je bila ustanovljena leta 1987 in ji je bila podeljena neodvisnost od policije, pod pogojem, da je bila še vedno povezana z glavnim štabom policije v Dubaju. V celoti je bil odprt leta 1989 v prisotnosti šeika Maktouma Bin Rashida Al Maktouma. Leta 1992 so diplome, ki jih je ponudila akademija, dobile univerzitetno enakovrednost.
Prvi razred je bil od leta 1987 do 1988 in ga je sestavljalo 51 kadetov in 30 rednih študentov (med katerimi so bili že obstoječi policisti), ki so leta 1991 diplomirali. V študijskem letu 1996–1997 so bili sprejeti študenti iz drugih arabskih držav, kot so Jemen in Palestinska ozemlja.

### Združeno kraljestvo

###### Anglija in Wales
Vsi kandidati za 43 policijskih šol v Angliji in Walesu morajo biti starejši od 18 let; nadpovprečnega standarda telesne pripravljenosti, dobrega zdravja in vida. Kandidati morajo imeti tudi britansko državljanstvo, biti državljani Commonwealtha brez omejitev za njegovo bivanje v Veliki Britaniji ali državljani Republike Irske. Vsi kandidati morajo dve leti preizkusov prestati na preizkusni policiji, kjer se bodo usposabljali tako v akademskih kot v praktičnih situacijah. Od leta 2007 je vse usposabljanje vodila zdaj neaktivna nacionalna agencija za izboljšanje policijske dejavnosti, leta 2013 pa ga je prevzela Policijska šola.

###### Škotska
Vsi novi policisti na Škotskem se udeležujejo začetnega 11-tedenskega tečaja na škotskem policijskem kolidžu na gradu Tulliallan. Kolegij deluje od leta 1954 in organizira začetno usposabljanje novih častnikov, pa tudi vrsto tečajev, kot je usposabljanje prometnih častnikov in detektivov. Številni tečaji so prejeli akreditacijo škotskega urada za kvalifikacije (SQA) ali pa imajo bonitetno oceno na škotskem kreditnem in kvalifikacijskem okviru (SCQF). Usposabljanje se giblje od stopnje SCQF 7 za usposabljanje za pripravnike, ki se opravi za nove nabornike (kar ustreza visokošolskemu tečaju na začetni stopnji) do usposobljenosti za bolj specializirane ali starejše vloge, kot je detektivsko usposabljanje ali tečaji za starejše častnike.

### Združene države
Policijske akademije obstajajo v vseh zveznih državah in tudi na zvezni ravni. Vsaka država ima agencijo, ki potrjuje državne policijske akademije in njihove programe. Večina držav ima minimalne fizične in akademske zahteve, ki jih je treba izpolniti pred vstopom na akademijo. Nekatere države bodo morda zahtevale dodatna spričevala pred kvalifikacijo za policista. Medtem ko nekatere države dovoljujejo odprt vpis na policijske akademije, pa mnoge zahtevajo, da kadete najame policija, da se udeležijo usposabljanja. Oddelki in / ali državne certifikacijske agencije lahko tudi zahtevajo, da posamezniki opravijo preverjanje preteklosti, psihološke ocene, poligrafske izpite, preglede mamil, kvalifikacije za strelno orožje in dokaze vozniških spretnosti kot pogoj za zaposlitev / certificiranje.
Gawker je v analizi potreb po usposabljanju v več zveznih državah "ugotovil, da se naborniki organov pregona v Louisiani običajno udeležijo 360 ur usposabljanja, medtem ko je državno povprečje nekaj več kot 600 ur. Louisiana zahteva manj ur usposabljanja za organe pregona kot 1500 ur, potrebnih za pridobitev statusa certificiranega brivca, piše na spletni strani. Washington, DC, zahteva največ ur usposabljanja za policijske akademije v državi, 1120.

###### Zvezna
Medtem ko imajo nekatere zvezne agencije kazenskega pregona lastne zahteve za usposabljanje in prostore za usposabljanje, 91 zveznih organov pregona (vključno z Zveznim preiskovalnim uradom in Službo maršalov ZDA) zahteva, da se agenti, častniki in bodoči agenti / častniki udeležijo osnovnih in izpopolnjevanja v zveznih centrih za usposabljanje organov kazenskega pregona (FLETC). FLETC, ki ga upravlja Ministrstvo za domovinsko varnost, s sedežem v Glyncu v državi Georgija s poligonom za usposabljanje v Artesiji v Novi Mehiki, Charlestonu v Južni Karolini in Cheltenhamu v Marylandu.

###### Connecticut
V Connecticutu naborniki policistov prejmejo potrdilo o izvrševanju splošnega statuta. Njihovo usposabljanje poteka na "The Connecticut Police Academy", ki se nahaja na aveniji Preston 285 v Meridenu, CT. Za pridobitev statusa pooblaščenega policista mora biti novak zakoniti prebivalec Združenih držav, star najmanj 21 let, imeti srednjo šolo ali enakovredno diplomo, imeti mora veljavno vozniško dovoljenje in ne sme biti obsojen za nobeno kaznivo dejanje. Nato morajo biti policisti udeleženi 818-urnega osnovnega tečaja, ki zajema različne vidike policijskega dela. Ta osnovni tečaj usposabljanja je potrdila Komisija za akreditacijo agencij za kazenski pregon (CALEA).

###### Florida
Na Floridi policijske akademije vodijo v glavnem kolidži ali državne agencije. Vse uslužbence organov pregona v državi kot take potrdi upravni organ, ki ga imenuje guverner, imenovan Komisija za standarde in usposabljanje v kazenskem pravosodju pri Floridskem oddelku za kazenski pregon. Vsi prosilci morajo opraviti državni izpit in jih organ pregona najeti v roku 4 let po diplomi, da se lahko štejejo za certificirane.

###### Kentucky
Vsi uslužbenci organov pregona v Kentuckyju (razen spodaj naštetih), najeti po letu 1998, morajo pred certificiranjem izpolnjevati minimalne zahteve glede preverjanja, fizičnega usposabljanja in učilnice iz poklicnih standardov policista v Kentuckyju (POPS). organ pregona. Večje agencije, na primer Kentucky State Police, pa tudi Louisville Metro Police in Lexington Division of Police, imajo svoje policijske akademije in imajo lahko zahteve, ki presegajo minimalne standarde POPS. Agencije v Kentuckyju, ki ne vodijo lastnih akademij, napotijo svoje bodoče častnike v 20-tedenski tečaj osnovnega usposabljanja na oddelku za kazensko pravosodno akademijo v Kentuckyju, ki ga vodi kabinet za pravosodje in javno varnost v Kentuckyju in je v kampusu vzhodne univerze Kentucky v Richmondu. Izjema pri usposabljanju in certificiranju POPS so častniki, najeti pred letom 1998, in izvoljeni uslužbenci organov pregona, katerih naloge in zahteve so določene v ustavi Kentucky. Sem spadajo šerifi, policisti, mrliški ogledniki in ječarji (čeprav na splošno niso namestniki). Mnogi od teh funkcionarjev pa imajo pred izvolitvijo potrdila POPS iz prejšnjih zaposlitev kot uslužbenci organov pregona, nekateri pa bodo pred prevzemom funkcije prejeli certifikat POPS ali odobreno enakovredno usposabljanje.

###### Maryland
V Marylandu je Maryland Police and Correction Training Commission civilni organ upravljanja, ki določa standarde za osebje kazenskega pregona v državi. Večina večjih organov kazenskega pregona ima lastno akademijo, v kateri morajo naborniki opraviti več kot 550 ciljev, vključno (vendar ne omejeno na) kazensko in prometno pravo, varnostne tehnike častnikov, obrambne taktike, pisanje poročil, 40-urni blok nujnih operacij vozil, 40-urni blok prvega odzivnika in 40-urni blok treninga orožja. Večina agencij deluje z nerezidenčnimi akademijami; vendar Maryland State Police zahteva, da naborniki živijo na akademiji in lahko, odvisno od njihove uspešnosti v tednu, za vikend zapustijo kampus. Številne fakultete, kot so Univerza v Marylandu in druge skupne šole, ponujajo tudi navodila za policijsko akademijo.

###### Michigan
V Michiganu imajo vsi prosilci možnost, da postanejo uslužbenci organov pregona, možnost, da jih certificira Michiganska komisija za organe pregona ali MCOLES. Vse osebe, ki želijo postati policisti v zvezni državi Michigan, morajo imeti certifikat MCOLES. Kadeti morajo opraviti izpit iz fizične pripravljenosti ter izpit za branje in pisanje. Prosilci prav tako ne morejo imeti v svoji kazenski evidenci objavljenih kaznivih dejanj, kršitev orožja ali zgodovine nasilja v družini. Policijske akademije so najpogosteje del občinskih šol, oddelkov mestne ali okrožne policije in šerifa ali državne policije Michigan.
Po policijski akademiji kandidati opravljajo preizkus MCOLES. Po uspešnem zaključku so kandidati "certificirani" in imajo eno leto časa, da se zaposlijo kot uslužbenci organov pregona (če jih ne sponzorira agencija). Če kandidat v tem letu ne more pridobiti delovnega mesta na področju kazenskega pregona in če želi kandidata v prihodnosti obravnavati, se mora udeležiti dvotedenskega tečaja za ponovno potrjevanje, ki kandidatu doda leto v priložnost.

###### New Hampshire
SPSU iz New Hampshira (Svet za policijske standarde in usposabljanje) zagotavlja vse usposabljanje in vzdržuje standarde certificiranja za vsakega rednega in honorarnega uslužbenca v državi. Sem spadajo vsi, ki imajo pristojnost za aretacijo (razen zveznih uradnikov) po zakonu New Hampshira. SPSU zagotavlja tudi usposabljanje in certificiranje popravnih uslužbencev, ki jih zaposluje neposredno država. Vsi naborniki morajo imeti vsaj pogojno ponudbo za zaposlitev pri organu pregona, imeti morajo povsem brezmadežno preteklost, opravljen zdravniški izpit in preizkus telesne pripravljenosti. Agencije lahko dodajo druge kvalifikacije, kot so izobrazba, poligraf in izpiti za droge. Akademije kazenskega pregona SPSU zahtevajo, da se vsak novinec kvalificira s strelnim orožjem, dokaže vozniške sposobnosti, vzdržuje telesno pripravljenost, opravi predmetne izpite in ocene scenarijev kot pogoj za pridobitev spričevala.
Večina državnih agencij uporablja program terenskega častnika za dodatno usposabljanje in ocenjevanje novih zaposlitev.

###### Teksas
Agencija, ki potrjuje policijske akademije v Teksasu, je teksaška komisija za izvrševanje zakonodaje (TCOLE). Številna večja mesta in šerifske pisarne imajo tudi lastne akademije za usposabljanje, nekatere manjše občine pa sodelujejo pri vzdrževanju regionalnih akademij. Nekatere lokalne šole ponujajo tudi tečaje policijskega usposabljanja. Obstajajo tri akademije kazenskega pregona na državni ravni: oddelek za javno varnost v Teksasu, ki usposablja državne vojaške enote, oddelek za parke in divjad v Teksasu, ki šolajo nadzornike divjadi, in oddelek za kazensko pravosodje v Teksasu, ki usposablja državne uradnike za popravek kaznivih dejanj. Policijske akademije običajno trajajo od 18 do 30 tednov, čeprav obstajajo številne razlike. Vsi policijski kadeti morajo pred začetkom aktivne službe od TCOLE pridobiti vsaj osnovno spričevalo o usposobljenosti mirovnega častnika; nekatere akademije od svojih kadetov zahtevajo tudi pridobitev vmesnega spričevala pred diplomo. TCOLE ponuja certifikate za ječarje in popravne delavce, ki se morajo pred naročanjem tudi usposabljati (čeprav običajno precej manj kot policisti).

###### Utah
Osnova osnovnega usposabljanja policistov v Utahu je zaščita skupnosti in državljanov, ki jim policisti služijo. To storijo tako, da opravijo osnovno usposabljanje, usposabljanje za strelno orožje, razvoj učnega načrta, pasji trening, obrambno taktiko, nujne operacije vozil in trening fizične pripravljenosti. Usposabljanje za častnike v Utahu je razdeljeno na dva ločena oddelka, imenovana bloki. Bloka sta Posebne funkcije in Pregon. Za pridobitev certifikata v zvezni državi Utah mora posameznik uspešno opraviti oba bloka usposabljanja. Namen tega usposabljanja je policiste naučiti biti čim bolj profesionalni in ažurni. Prav tako morajo policisti vsako leto opraviti dodatnih 40 ur usposabljanja, da bodo na tekočem z vsemi veljavnimi zakoni in policijskimi postopki.

### Vietnam
Vietnamska ljudska policijska akademija, ki se nahaja v okrožju Tu Liem v Hanoju v Vietnamu, je ena vodilnih šol vietnamske javne varnosti, ki izobražuje uradnike z univerzitetno in podiplomsko izobrazbo. Ljudska policijska akademija je center za usposabljanje v pristojnosti Ministrstva za javno varnost.
Leta 1968 je bila v okviru oddelka Policije za javno varnost ustanovljena Ljudska policija (danes znana kot Akademija za ljudsko varnost).
- Usposabljanje policistov z univerzitetno izobrazbo in podiplomskim tečajem; ustvariti resnično osebje za silo Ljudske policije Vietnama
- Poglejte znanstvene teme nacionalnega preprečevanja kriminala; Uprava za državno varnost, kazensko pravo, preiskave
- Mednarodno usposabljanje Sodelovanje s tujo policijo.